# Gyeongnam Football Club
Il Gyeongnam FC è una società calcistica sudcoreana con sede nella provincia del Gyeongsang Meridionale. Gioca le sue partite nella città di Changwon, presso il Changwon Football centre Stadium. Attualmente la squadra milita in K League 1, la massima divisione di calcio coreana.

## Storia
Il Gyeongnam FC, ha una storia molto recente essendo stata fondata nel 2006, ma nonostante ciò ha quasi sempre militato in K League 1, giocando solo per tre anni in seconda divisione. 
Dopo la vittoria della K League 2 nel 2017, la squadra ha ripreso a giocare in massima divisione, arrivando addirittura a conquistare uno straordinario secondo posto a solo un anno dalla promozione.

## Organico

### Rosa 2019
Aggiornata al 5 ottobre 2019.
| N. |                          | Ruolo | Calciatore        |
| -- | ------------------------ | ----- | ----------------- |
| 1  | Corea del Sud (bandiera) | P     | Kang Shin-woo     |
| 2  | Corea del Sud (bandiera) | D     | Park Kwang-il     |
| 3  | Corea del Sud (bandiera) | D     | Yoo Ji-hoon       |
| 4  | Corea del Sud (bandiera) | C     | Ha Sung-min       |
| 5  | Corea del Sud (bandiera) | D     | Kwak Tae-hwi      |
| 6  | Corea del Sud (bandiera) | D     | Choi Jae-soo      |
| 7  | Corea del Sud (bandiera) | C     | Bae Ki-jong       |
| 8  | Corea del Sud (bandiera) | C     | Ahn Sung-nam      |
| 9  | Paesi Bassi (bandiera)   | A     | Luc Castaignos    |
| 10 | Corea del Sud (bandiera) | A     | Kim Seung-jun     |
| 11 | Corea del Sud (bandiera) | A     | Do Dong-hyun      |
| 12 | Corea del Sud (bandiera) | D     | Lee Jae-myung     |
| 13 | Corea del Sud (bandiera) | C     | Kim Joon-beom     |
| 14 | Corea del Sud (bandiera) | C     | Jo Jae-cheol      |
| 15 | Corea del Sud (bandiera) | D     | Woo Joo-sung      |
| 16 | Corea del Sud (bandiera) | D     | Lee Kwang-jin     |
| 18 | Brasile (bandiera)       | C     | Osman             |
| 19 | Corea del Sud (bandiera) | A     | Ko Kyung-min      |
| 20 | Corea del Sud (bandiera) | A     | Kim Hyo-gi        |
| 22 | Giappone (bandiera)      | C     | Takahiro Kunimoto |

| N. |                          | Ruolo | Calciatore       |
| -- | ------------------------ | ----- | ---------------- |
| 23 | Corea del Sud (bandiera) | D     | Lee Kwang-seon   |
| 24 | Corea del Sud (bandiera) | D     | Kim Hyeon-joong  |
| 25 | Corea del Sud (bandiera) | P     | Lee Bum-soo      |
| 27 | Corea del Sud (bandiera) | C     | Jwa Joon-hyeop   |
| 28 | Corea del Sud (bandiera) | D     | Park Tae-hong    |
| 29 | Corea del Sud (bandiera) | C     | Jeong Seong-joon |
| 30 | Corea del Sud (bandiera) | D     | Oh Min-seok      |
| 31 | Corea del Sud (bandiera) | P     | Son Jeong-hyeon  |
| 33 | Corea del Sud (bandiera) | P     | Lee Chan-woo     |
| 39 | Corea del Sud (bandiera) | C     | Lee Seung-yeob   |
| 40 | Corea del Sud (bandiera) | D     | Lee Hyeong-seok  |
| 44 | Corea del Sud (bandiera) | D     | Cho Seong-wook   |
| 45 | Corea del Sud (bandiera) | C     | Jeon Seung-wan   |
| 50 | Corea del Sud (bandiera) | D     | Kim Jong-pil     |
| 53 | Corea del Sud (bandiera) | D     | Bae Seung-jin    |
| 55 | Serbia (bandiera)        | A     | Uroš Đerić       |
| 88 | Corea del Sud (bandiera) | C     | Kim Jong-jin     |
| 98 | Corea del Sud (bandiera) | C     | Kim Tae-hoon     |
| 99 | Corea del Sud (bandiera) | A     | Kim Shin         |

## Palmarès

### Competizioni nazionali
- K League 2: 1

2017

### Altri piazzamenti
- K League:

Secondo posto: 2018
- Coppa della Corea del Sud:

Finalista: 2008, 2012
- K League 2:

Terzo posto: 2020